# Emperata Overture (Smith)
Emperata Overture is een compositie voor harmonieorkest van de Amerikaanse componist Claude T. Smith. Het is het eerste gepubliceerde werk voor harmonieorkest van Smith. De première van dit werk vond plaats tijdens de 1964 Mid-West Band and Orchestra Clinic te Chicago.